# Восточная область (Марокко)
Восточная область (араб. الشرق‎, бербер. Agmoḍ) — область на северо-востоке Марокко. Расположена на северо-востоке Марокко, на границе с Алжиром и Испанией (полуанклав Мелилья на севере). Площадь — 36 241 км². Численность населения — 2 314 346 чел. (перепись 2014 года). Административный центр и крупнейший город — Уджда. Второй по численности населения город — Надор.

## География
Область находится на северо-востоке страны. На севере выходит к Средиземному морю. На западе граничит с областями Танжер — Тетуан — Эль-Хосейма, Фес — Мекнес и Драа — Тафилальт. На востоке граничит с алжирскими вилайетами Тлемсен и Наама, на юге — с алжирским вилайетом Бешар. Также на севере область граничит с испанским эксклавом Мелильей.

## История
Восточная область была образована в ходе административной реформы в сентябре 2015 года, объединив в себе бывшую Восточную область и провинцию Герсиф.

## Население
Численность населения — 2 314 346 человек (перепись 2014 года).
Большая часть населения области разговаривает на арабском языке (86,2 %). Значительная часть населения говорит на рифском языке (38,4 %), который в основном используется в районе Эр-Риф на севере области. Менее распространены восточно-высокоатласский тамазигхтский язык и южнооранский язык, главным образом на юге области.

## Административное деление
Область состоит из одной префектуры и семи провинций:
- Префектура Уджда-Ангад
- Провинция Беркане
- Провинция Герсиф
- Провинция Джерада
- Провинция Дриуш
- Провинция Надор
- Провинция Таурирт
- Провинция Фигиг